# Callicebus baptista
Callicebus baptista är en däggdjursart som beskrevs av Einar Lönnberg 1939. Callicebus baptista ingår i släktet springapor och familjen Pitheciidae. IUCN kategoriserar arten globalt som livskraftig. Inga underarter finns listade.
Enligt en studie från 2016 bör arten tillsammans med flera andra springapor flyttas till det nya släktet Plecturocebus.
Arten blir 30 till 41 cm lång (huvud och bål), har en 42 till 50 cm lång svans och väger 930 till 1400 g. Håren som bildar pälsen på huvudets topp, på ryggen och på utsidan av extremiteternas övre delar har gråa och svarta avsnitt vad som ger ett spräckligt utseende. En krans kring ansiktets lägre delar, extremiteternas insida, utsidan av underarmar och vaderna samt buken är röda eller rödbruna. Samma färg förekommer på händer och fötter. Djuret har en svart svans förutom den vita spetsen.
Denna springapa förekommer i norra Brasilien vid centrala delen av Amazonfloden och några av dess bifloder. Artens beteende är nästan helt outrett. Det antas att den liksom andra springapor vistas i olika habitat och att den äter frukter, frön, unga växtskott och insekter.